# 公孫述墓
公孙述墓，在四川省成都市崇州市三江镇牂牁村，当地人俗称“代王坟”。墓旁边50米为牂牁寺。今坟墓已被平为农地。也有人将之误认为卓王孙之墓。